# تتم، لانکاشر
تتم (به انگلیسی: Tatham) یک روستا و محله مدنی در بریتانیا است که در لنکستر واقع شده‌است. تتم ۳۹۶ نفر جمعیت دارد.